# Імрам

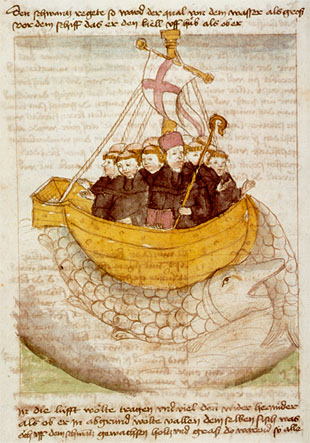
Святий Брендан, ілюстрація в німецькому рукописі XV ст.

Імрам (immram, imram у множині: immrama, imramha), літерально: плавання через море, морська подорож, — фольклорний та літературний жанр у давній Ірландії.

## Опис
Типовий імрам розповідає про сповнену подій морську подорож, яка, зрештою, приводить у потойбічний світ. Давні рукописні джерела (зокрема, Книга Бурої Корови та Жовта книга Лекайна (Leabhar Buidhe Leacáin) зображають у фантастичних мандрівках і язичницьких героїв, й ірландських святих. Близький жанр — що більшою мірою зосереджений на описі потойбічного світу, ніж на самій мандрівці, — називається ехтра.
Немає згоди щодо часу появи перших подібних творів. Оскільки всі відомі на сьогодні плавання записані в монастирях, більшість із них присвячені мандрівкам святих та кліриків (VI—VII століть), відповідно, опис потойбіччя відповідає традиціям християнства. Проте, наявність у цих релігійних творах мотивів із ірландської міфології, також існування цілком язичницького Плавання Брана, вочевидь, має свідчити про існування давнішої усної традиції. Плавання по морю — природно притаманна ірландській острівній культурі тема: з-за моря прийшли міфічні покоління поселенців Ірландії (див. Книга захоплень), заморські походи здійснювали легендарні правителі (за переказами, аж до Альп), вважається, ірландці в VI—VIII століттях населяли ряд північних островів, аж до Ісландії (пізніше вигнані з них вікінгами).

## Твори
Енциклопедія Британніка називає видатним прикладом імраму — Плавання Брана. Imram Brain входить у список Lebor na hUidre (близько 1100 року), створеного в монастирі Клонмакнойс, записаний текст оцінюють як давніший (750—900 рр.). Однак, інші джерела відносять цей твір до жанру ехтра.

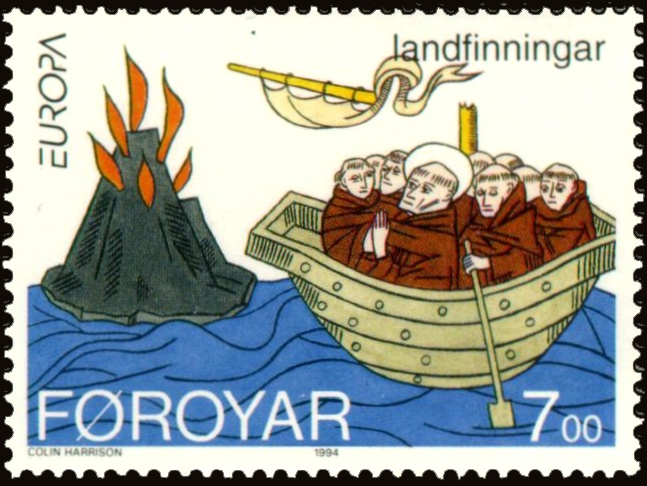
Марка Фарерських островів. Святий Брендан відвідав Ісландію

Еоган О'Комрай (ірл. Eoghan Ó Comhraí) у Lectures on the manuscript materials of ancient Irish history відносить лише чотири твори до жанру імрам: Плавання Брендана, Плавання трьох синів Коналла (ірл. Immram curaig húa Corra), Плавання Снедгуса і Мак Рягла (англ. The Voyage of Snedgus and Mac Riagla), Плавання Маел Дуйна (ірл. Immram Maele Dúin).
Російський перекладач і дослідник Микола Горєлов (рос. Николай Горелов) у центрі свого видання [Архівовано 30 травня 2013 у Wayback Machine.] ставить Плавання Святого Брендана. Однак цей написаний латиною на початку Х століття твір у «канон» ірландського імраму не входить. На сьогодні такими прийнято згадувати написані давньою та середньовічною (Middle Irish) ірландською: Плавання трьох синів Коналла, Плавання Снедгуса і Мак Рягла, Плавання Маел Дуйна.
Крім того, елемент імраму характерний для деяких агіографічних творів давньої ірландської літератури. Так, подвиг морського паломництва та явлені в ньому чудеса приписуються святим: Албею, Аббану, Колумбану.

### Загальні особливості імраму
У творах органічно поєднується проза та поезія, в релігійних текстах «віршову» складову являють псалми.
Цілісна структура імраму включає в себе передісторію, пояснення причин мандрівки (М. Горєлов: «експозиція іноді займає більш як третину повісті»). Мандри, як правило, тривалі, сповнені пригод: відвідування фантомних островів, поява міфічних морських чудовиськ (Левіафан), зустрічі з особами й істотами потойбічного світу (християнського або язичницького).
Кінцевий пункт подорожі — Острови блаженних, земний Рай знаходиться на Заході, за численними островами та морем, що вкрите вічним туманом. Героям, що досягають Обіцяної Землі, все ж не доля залишитися на ній. Зворотній шлях поданий більш стисло, повернення на Батьківщину часто таїть несподіванки. Так, у двох переказах мандрівники повертаються на рідну землю через сотні років після свого виходу в море. Мотив іншого часу, незвичайного перебігу часу в тому світі — спільний для багатьох творів.
Традиція імрама не має повного аналога в світовій літературі та фольклорі. Певні елементи пов'язують імрам з морськими пригодами Одісея. Віддалено подібними є сучасні творцям імрама казки про Сінбада-мореплавця та норманські саги. Знайдені паралелі також і з давньоіндійським епосом Рамаяна.

### Плавання трьох синів Коналла
Immram curaig húa Corra літерально: плавання човна синів О'Корра у «Лекціях про рукописні джерела давньої ірландської історії» [Архівовано 19 жовтня 2014 у Wayback Machine.] Еогана О'Комрая поданий за взірець імраму. Запис історії представлений рукописом невідомого автора XV сторіччя, однак текст, імовірно, значно старший. О'Комрай датує події плавання близько 540 року та визнає його найдавнішим (саме за описуваними подіями; для порівняння, Маел Дуйн — VIII сторіччя, Снедгус і Мак Рягла — VII). Про братів-мореплавців О'Корра за даними О'Комрая, згадує Літанія Святого Аенгуса (близько 780 року).

#### Короткий виклад сюжету
Землевласника з Коннахту Коналла О'Корру обходили стороною всі негаразди, крім одного: його діти від жінки Кердерг, доньки пароха церкви у Клогері, помирали малими. Тож він не мав наслідника, за згодою жінки закликав на допомогу Диявола, і скоро його дружина принесла трійню. Сини (Лохан, Енне і Сильвестр) зростають і мужніють, а дізнавшись історію свого зачаття, вирішують життя присвятити служінню Дияволу: вбивати його ворогів, грабувати й нищити церкви. Перетворивши на попіл більш як половину храмів Коннахту, брати згадали про свого діда і його парафію в Клогері.
Слава про злодійства синів йшла далеко поперед ними, але їх дід, знаючи про наміри онуків, зустрів їх, пригостив і прихистив на ніч у своєму домі. В дідовій хаті Лоханові сниться потойбічний світ: всі жахи й потвори пекла та блаженство Раю. Вранці старший брат ділиться своїм видінням із меншими й усі троє вражені цим прозрінням, вирішують покаятися. Дід радить їм відвідати Святого Фіндена з Клонарду, а той наказує братам відбудувати всі знищені ними церкви. Останній із храмів, що вони повинні були відновити, належав Святому Коману з Кінвара, відбудували й цей храм. Так, з Божою поміччю, сини Коналла завершили своє відкуплення. Послухавши пораду Комана, брати з допомогою друга-теслі роблять великий човен і готуються до плавання. Дев'ятеро ірландців вирушають у паломництво на пошуки Небес.
Човен вийшов із затоки Голвей і був відданий на ласку хвиль (типовий для християнського імраму зворот). Ось перелік відвіданих човном синів Коналла островів:
- Острів скорботних, жителі якого безперервно плачуть, один з мандрівників лишився ридати з ними, лише ступивши на ґрунт;
- Острів з яблуневим садом і рікою, яка замість води — повна вина;
- Острів поділений між чотирма кастами, де завжди панує сміх, там сини Коналла втратили ще одного товариша: ступивши на землю він приєднався до радощів остров'ян;
- Острів, що піднятий над морем на постаменті (Св. Брендан зустрів подібний, на чотирьох колонах);
- Небесна ріка, що тече подібно райдузі і в певному місті вливається в Океан, її вода на смаком — як мед;
- Колона серед моря, чотирикутна, вкрита сріблом і срібною рибальською сіткою (дехто це сприймає як опис айсберга);
- Острів, на якому мешкає Дега, учень апостола Андрія.

Раніше мореплавці зустріли людську душу в вигляді пташки, тепер довкола них зграї душ, а також живих, які чекають Судного дня
- Острів грішників, його заливають вогненні хвилі, також грішні страждають на брусах та розпечених плитах;
- Острів з бронзовою огорожею, в замку якого живе гостинна Жінка, їжа там має той смак, який кожен бажає відчути;
- Душа монахині з пташиної зграї повідомляє, що мандрівники не потраплять у Пекло;
- Острів з трьома ріками: видр, вугрів і чорних свиней;
- Острів арфіста, сяючий, вкритий червоними квітами;
- Самотній весляр, якого накривала вогняна хвиля, за життя він не поважав Неділю;
- Пекельний мельник, жорна його млина стирали на порох усе знехтуване та відкинуте;
- Вершник на вогняному коні — покараний чи то за крадіжку коня, чи то за їзду в день недільний;
- Острів безталанних ковалів і бляхарів, які караються за неякісні вироби;
- Велетень з палаючою в'язанкою, дрова щораз дужче загорялись, гріх його також полягав у роботі в неділю;
- Вогненне море, в якому людські голови постійно стикалися між собою, тут черви точили борти човна, та без шкоди;
- Острів з медовим лісом, тут подорожні перепочили, але були потурбовані озерним чудовиськом;
- Острів спільноти Святого Албея, що чекає Судного дня, співаючи скорботні пісні за всіма загиблими в морі;
- Острів старого, який співає псалми;
- Острів одного з учнів Христових, хто не хотів Його сповідувати й втік за море і тепер чекає в молитві Його приходу.

Цей старець нарешті повідомляє мандрівникам їх майбутнє і все стається за його словами:
- Рибалки повідомляють, що поруч іспанський берег;
- Церква заснована Лоханом в Іспанії й його історія стає широко відомою;
- Лохан (або єпископ, один із супутників) покликаний у Рим самим Папою;
- Повернувшись, історію повідомляють Святому Колману з острова Арран і вже від нього про неї дізнається Святий Мохолмог (Mocholmóg), склавши пісню, що починається зі слів: |  | Ось ці О’Корра з Конахту. Знічені хвилями, що наче гори, Над шумкою безоднею Океану Шукають Острови Блаженних. |

## Імрам в наступні часи
Завдяки майстерності викладу і, не в останню чергу, латинський мові оповідання, в Середньовіччі загальноєвропейської слави зажило Плавання Брендана. Його списки знайдені від Німеччини до Саламанки. Цей твір у масовій культурі найбільше асоціюється з імрамом.
Знаменитий мандрівник сучасності Тім Северін повторив імовірний маршрут Святого Брендана до острова Ньюфаундленд на реконструкції шкіряного човна, що були у вжитку в середині першого тисячоліття. Популярністю користуються книга з описом мандрівки перекладена на 27 мов світу, фільм De Navigatio: «THE BRENDAN VOYAGE» [Архівовано 10 листопада 2012 у Wayback Machine.] доступний на youtube.
На початку XVII століття в Ірландії відбувалися трагічні події, пов'язані з англійською колонізацією острова. Одна з тих подій, еміграція на Континент більше сотні дворян з Ольстеру в історіографії носить назву Імрам графів.
Анатоль Франс на початку сатиричного твору Острів пінгвінів (1908) пародійно відтворив імрам.
У сучасній культурі ряд митців Ірландії та Франції (бретонці), що звертаються у своїй творчості до кельтських джерел, популяризують імрам через літературу та музику.